# Max Peter Baur

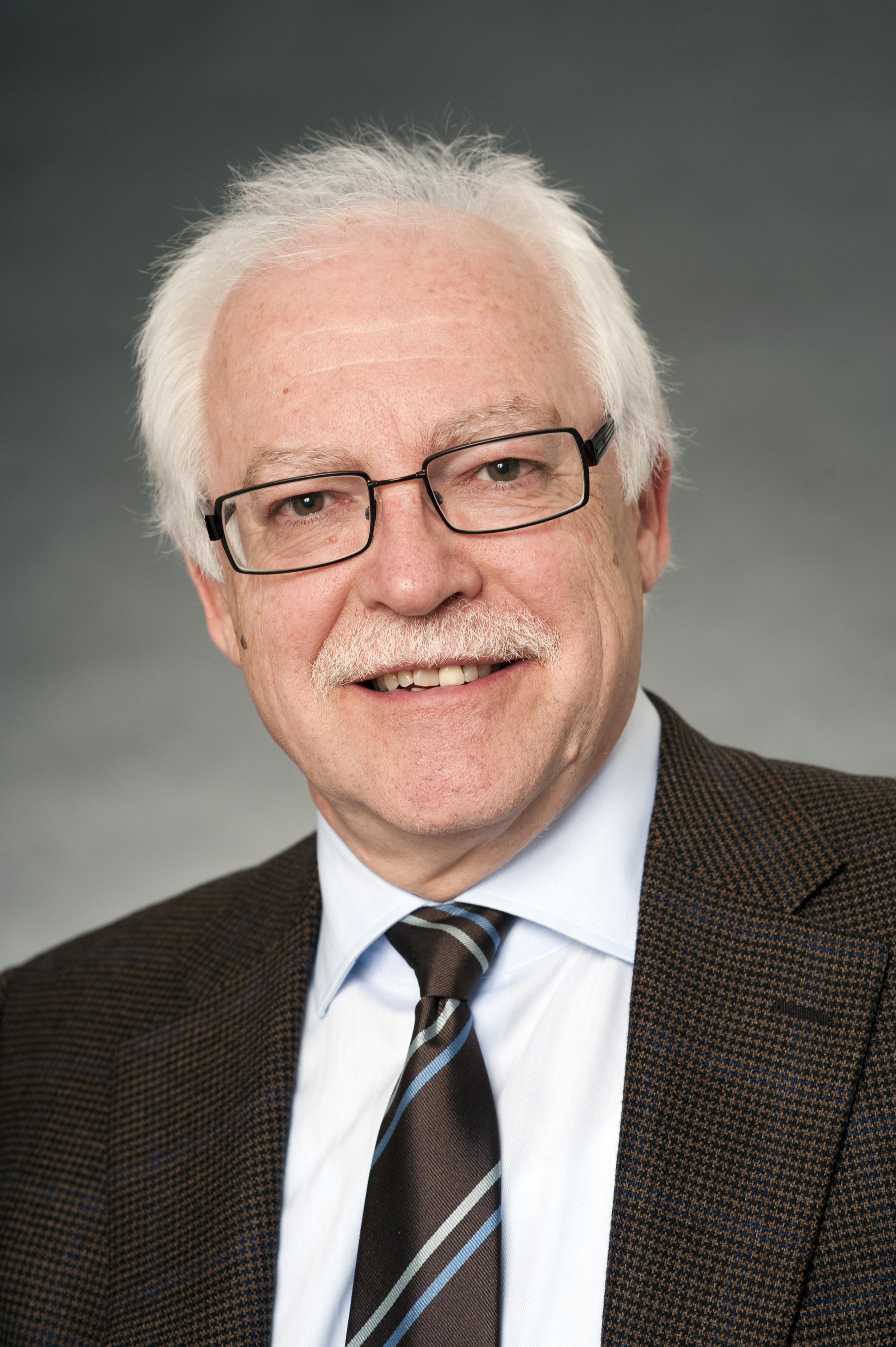
Max P. Baur (2012)

Max Peter Baur (* 22. Februar 1948 in Düsseldorf) ist ein deutscher Mathematiker und Wissenschaftsmanager in der Universitätsmedizin.

## Leben
Baur wuchs in Düsseldorf auf und ging dort zur Schule. Mit einem Stipendium des American Field Service war er 1965/66 an der John Muir High School in Pasadena (Kalifornien). Nach dem Abitur in Düsseldorf (1967) war er zwei Jahre bei der Bundeswehr. Von 1969 bis 1974 studierte er an der Universität Bonn Mathematik. 1977 wurde er dort zum Dr. rer. nat. promoviert. Mit einem Habilitationsstipendium der Deutschen Forschungsgemeinschaft ging er 1979 als Research Fellow Tissue Typing Laboratory and Biometrical Department der University of California, Los Angeles. Er kehrte 1981 nach Bonn zurück und habilitierte sich im selben Jahr. Von 1982 bis 1985 leitete er die Abteilung Biometrie und Epidemiologie am Deutschen Diabetes-Forschungsinstitut (DDFI) in Düsseldorf. 1985 übernahm er den Bonner Lehrstuhl für Medizinische Biometrie, Informatik und Epidemiologie. Von 2005 bis 2010 war er Prorektor für Wissenschaft und Forschung der Universität Bonn.  Er betrieb die Errichtung des Deutschen Zentrums für Neurodegenerative Erkrankungen in Bonn. Ab 2011 war er hauptamtlicher Dekan der Medizinischen Fakultät der Universität Bonn. 2015 wurde er als Wissenschaftlicher Vorstand und Vorstandsvorsitzender der Universitätsmedizin Greifswald berufen.
Schwerpunkte seiner wissenschaftlichen Arbeit liegen in der genetischen Epidemiologie komplexer Krankheiten, der Diabetesforschung sowie in der statistischen Abstammungs- und Spurenbegutachtung.
Baur ist mit der Studiendirektorin Dorothee Baur-Saatweber verheiratet; sie haben sieben Kinder.

## Ehrenämter und Mitgliedschaften
- Präsident der Deutschen Region der Internationalen Biometrischen Gesellschaft (1992–1994)
- Präsident der International Genetic Epidemiology Society (2001)
- Beirat Kooperative Gesundheitsforschung in der Region Augsburg, Beirat (2003–2011)
- Nationales Genomforschungsnetz, Mitglied (2001–2008)
- Cologne Center for Genomics, Beirat (2007–2011)
- Gesellschaft Deutscher Naturforscher und Ärzte (seit 2004)

## Herausgeber
- Genetic Epidemiology (1984–2007)
- Human Genetics, Springer (1989–2002)
- International Journal of Legal Medicine (1993–2005)
- International Journal of Human Genetics, Delhi (2000–2008)